# Anii 1900
Anii 1900 au fost un deceniu care a început la 1 ianuarie 1900 și s-a încheiat la 31 decembrie 1909.